# 2694 Pino Torinese
2694 Pino Torinese este un asteroid din centura principală, descoperit pe 22 august 1979, de Claes Lagerkvist.